# Idiops pirassununguensis
Idiops pirassununguensis là một loài nhện trong họ Idiopidae.
Loài này thuộc chi Idiops. Idiops pirassununguensis được Fukami & Hippolyte Lucas miêu tả năm 2005.